# پپین (بازیکن فوتبال، زاده ۱۹۳۱)
پپین (انگلیسی: Pepín; ۱۶ نوامبر ۱۹۳۱ – ۱۲ اکتبر ۲۰۱۰) بازیکن فوتبال اهل اسپانیا بود.
از باشگاه‌هایی که در آن بازی کرده‌است می‌توان به باشگاه فوتبال رئال بتیس و باشگاه فوتبال لاس پالماس اشاره کرد.
وی همچنین در تیم ملی فوتبال اسپانیا بازی کرده‌است.